# Pam Fletcher
Pam Ann Fletcher (30 gennaio 1963) è un'ex sciatrice alpina statunitense.

## Biografia
Specialista delle prove veloci originaria di Acton, in Coppa del Mondo Pam Fletcher ottenne il primo risultato di rilievo il 5 marzo 1983 a Mont-Tremblant in discesa libera (7ª), conquistò il primo podio il 2 marzo 1986 nel supergigante disputato a Furano, piazzandosi 3ª alle spalle della canadese Liisa Savijarvi e dell'austriaca Siglinde Winkler, e il 15 marzo seguente a Vail in discesa libera vinse l'unica gara di carriera; sullo stesso tracciato il 13 marzo di un anno dopo ottenne l'ultimo podio, 3ª in discesa libera dietro alle austriache Sigrid Wolf ed Elisabeth Kirchler. Convocata per i XV Giochi olimpici invernali di Calgary 1988, non poté prendere parte alla prova di discesa libera a causa di un grave infortunio subito durante il riscaldamento pre-gara. Ottenne l'ultimo piazzamento in Coppa del Mondo il 24 febbraio 1989 a Steamboat Springs in discesa libera (12ª) e si congedò dalle competizioni in occasione dei Campionati statunitensi 1989, disputati nel marzo seguente e nei quali vinse la medaglia d'argento nella discesa libera.

## Palmarès

### Coppa del Mondo
- Miglior piazzamento in classifica generale: 23ª nel 1986
- 3 podi (2 in discesa libera, 1 in supergigante):
  - 1 vittoria
  - 2 terzi posti

#### Coppa del Mondo - vittorie
| Data          | Località | Paese       | Specialità |
| ------------- | -------- | ----------- | ---------- |
| 15 marzo 1986 | Vail     | Stati Uniti | DH         |

Legenda:

DH = discesa libera

### Nor-Am Cup
- Vincitrice della classifica di discesa libera nel 1982 e nel 1983[senza fonte]
- Vincitrice della classifica di slalom gigante nel 1981[senza fonte]

### Campionati statunitensi
- 7 medaglie (dati parziali):
  - 6 ori (discesa libera[3] nel 1983; discesa libera, supergigante, combinata[3][4] nel 1987; discesa libera, supergigante[3] nel 1988)
  - 1 argento (discesa libera[2] nel 1989)